# Елізабет Анскомб
Гертруда Елізабет Маргарет Анскомб (18 березня 1919 — 5 січня 2001), більш відома як Елізабет Анскомб — британська філософ-аналітик.

## Біографія
Народилася в Ірландії. Закінчила Коледж Санкт-Гью в Оксфорді в 1941 році, продовжила освіту в Ньюнгем-коледжі в Кембриджі, учениця і послідовниця Людвіга Вітгенштейна. З 1970 по 1986 роки професор філософії Кембриджського університету. У 1979 році обрана почесним членом Американської академії мистецтв і наук.
У молодості прийняла католицтво. Вийшла заміж за філософа і логіка Пітера Гіча; в їхній родині народилися троє синів і чотири дочки.

## Наукова діяльність
Як учениця Вітґенштайна, стала авторитетним спеціалістом з його праць, стала редактором та перекладачем численних книг скомпонованих з його записів, перш за все — його «Філософських досліджень». Авторка робіт з філософії свідомості, філософії дії, філософської логіки, філософії мови та етики. Стаття Анскомб 1958 року «Сучасна філософія моралі» ввела термін «консеквенціалізм» до словника аналітичної філософії. Ця праця і декілька пізніших статей Анскомб стали значним внеском в сучасну етику чеснот. Монографію дослідниці під заголовком «Інтенція» (1957) розглядають як її найвидатнішу і найвпливовішу працю. Можна сказати, що наявний і сьогодні інтерес філософів до понять наміру, дії, практичного мислення, тощо отримав свій поштовх від цього твору британської мислительки.

## Вибрані публікації
- Intention (1957), ISBN 978-0-674-00399-6
- An Introduction to Wittgenstein's Tractatus (1959), ISBN 978-1-890318-54-3
- Three Philosophers (1961), with PT Geach, on Aristotle, Aquinas and Frege
- Causality and Determination (1971), ISBN 0-521-08304-4
- Times, Beginnings and Causes (1975), ISBN 0-19-725712-7
- The Collected Philosophical Papers of GEM Anscombe (3 vols., 1981):
- From Parmenides to Wittgenstein, ISBN 0-631-12922-7
- Metaphysics and the Philosophy of Mind, ISBN 0-631-12932-4
- Ethics, Religion and Politics, ISBN 0-631-12942-1
- Human Life, Action and Ethics: Essays (2005), ISBN 1-84540-013-5
- La filosofia analitica y la espiritualidad del hombre (2005), ISBN 84-313-2245-4 [Includes some papers not yet published in English]
- Faith in a Hard Ground. Essays on Religion, Philosophy and Ethics (2008) ISBN 978-1-84540-121-4